# Двоструки преварант (Менандар)
Двоструки преварант (грч. Δὶς ἐξαπατῶν) наслов је једне комедије грчкога песника Менандра, који је деловао у оквиру нове атичке комедије.
Ова је драма вероватно послужила Плауту као узор за комедију Бакхиде. Један папирусни фрагмент из ове комедије очито је Плауту био узор за стихове 494‒562 у Бакхидама, и то је засад једини сачувани део грчког текста једне комедије за који се у постојећим римским комедијама поуздано може наћи непосредни еквивалент.
Заплет Двоструког преваранта може се делимично реконструисати на основу Плаутове прераде. Млади Атињанин Сострат, у друштву свога роба Сиријца, одлази у град Ефес да преузме значајну количину новца за свог оца. У Ефесу се Сострат заљубљује у једну хетеру, но њу одведе са собом у Атину неки плаћеник. По повратку у Атину Сострат нађе своју вољену хетеру и покуша је спасити од плаћеника помоћу новца који је донео за свога оца. Оцу пак каже да су му део новца отели на путу, а да је део сакрио у Ефесу.